# Genusaurus
Genusaurus is een geslacht van vleesetende theropode dinosauriërs, behorend tot de Neoceratosauria, dat tijdens het vroege Krijt leefde in het gebied van het huidige Frankrijk. De enige benoemde soort is Genusaurus sisteronis.
Tussen 1984 en 1986 werden er opgravingen verricht bij Sisteron. Daarbij werden er botten ontdekt van een nog onbekende theropode.
De typesoort Genusaurus sisteronis werd in 1995 benoemd en beschreven door Hugues Accarie, Bernard Beaudoin, Jean Dejax, Gérard Friès, Jean-Guy Michard en Philippe Taquet. De geslachtsnaam bevat het Latijnse genu, "knie", een verwijzing naar de extreme ontwikkeling van de crista cnemialis op het scheenbeen. De soortaanduiding verwijst naar Sisteron.
Het holotype, MNHN, Bev.1, is gevonden in de Bevonslagen, zeeafzettingen die dateren uit het middelste Albien. Het bestaat uit een gedeeltelijk skelet zonder schedel. Bewaard zijn gebleven: zeven centra van ruggenwervels, een stuk sacrale wervel, een stuk darmbeen, de bovenkant van een schaambeen, een dijbeen, de bovenkant van een scheenbeen, de bovenkant van een kuitbeen en een middenvoetsbeen.
Genusaurus is een vrij kleine theropode. De lichaamslengte werd geschat op 3,16 meter. Op grond van het achtendertig centimeter lange dijbeen werd het lichaamsgewicht geschat op 129,6 kilogram. De formule die daarbij werd toegepast gaat echter uit van de lichaamsbouw van zoogdieren. In 2010 schatte Gregory S. Paul de lengte op drie meter, het gewicht op vijfendertig kilogram.
De wervellichamen van de ruggenwervels zijn langgerekt. De bekkendelen zijn sterk vergroeid. Het dijbeen heeft een laag plateau onder de trochanter major en aan de bovenste voorrand een accessoir trochanter. De ondersteunende beenstijl van de binnenste onderste gewrichtsknobbel is sterk ontwikkeld. Het scheenbeen heeft een ver naar voren uitstekende kam op de voorste bovenkant, de crista cnemialis. Deze is ook naar boven gekromd. Het kuitbeen heeft een opvallende bult als aanhechting van de Musculus iliofibularis. De bovenste binnenkant van het kuitbeen is sterk uitgehold.
Genusaurus werd eerst bij de Coelophysoidea ondergebracht en zou dan de jongste bekende vertegenwoordiger van die groep zijn. Later werd duidelijker dat er in Gondwana een rijke variatie van Neoceratosauria voortleefde en dat Genusaurus moet zijn afgestamd van een uit Afrika afkomstige vorm. Vermoedelijk staat Genusaurus basaal in de Abelisauroidea, wellicht in de Noasauridae. 